# Chot Reyes
Vincent « Chot » Reyes, né le 1er août 1963, à Quezon City, aux Philippines, est un entraîneur philippin de basket-ball. 

## Palmarès
- Finaliste du championnat d'Asie 2013
- 3e de la Coupe FIBA Asie 2014
- 8 fois champion PBA (1993 : All-Filipino, 1994 : Commissioner's, 2002 : All-Filipino, 2003 : Reinforced, 2008-09 : Philippine, 2010-11 : Philippine, 2011 : Commissioner's, 2011-12 : Philippine)
- Entraîneur de l'année de la Philippine Basketball Association (1993, 2002, 2003, 2008-09, 2010-11)
- Entraîneur au All-Star Game de la Philippine Basketball Association (1994, 2009, 2011, 2013, 2014)